# Campeonato Europeu de Futebol Sub-21 de 2017
O Campeonato Europeu de Futebol Sub-21 de 2017, mais referido como Euro Sub-21 de 2017, foi a 21ª edição do Campeonato Europeu de Futebol Sub-21. O evento foi realizado na Polônia entre os dias 16 a 30 de junho, após ter sido escolhida como nação anfitriã da fase final pelo Comité Executivo da UEFA na sua reunião em Nyon, na Suíça. O torneio foi disputado por 12 equipes constituídas por 23 jogadores nascidos em ou após o dia 1 de janeiro de 1994.
Em março de 2012, a UEFA anunciou que a competição ocorreria em pares de anos a partir de 2016. Em 24 de janeiro de 2014, a UEFA confirmou que o torneio final seria realizado em 2017 e que seria ampliado de 8 times para 12.

## Eliminatórias
As seleções nacionais dos 53 membros da UEFA participaram na qualificação (Gibraltar não entrou). A Polónia qualificou-se como anfitrião enquanto as restantes 52 seleções disputaram as 11 vagas. A qualificação realizada de março de 2015 a novembro de 2016, consistiu em duas rondas:
- Fase de grupos: As 52 equipes são distribuídas em nove grupos – sete grupos de seis equipes e dois grupos de cinco equipes. Os nove vencedores dos grupos se qualificam diretamente para o torneio final, enquanto os quatro melhores segundos colocados (sem contar os resultados contra as equipes em 6º lugar) avançam para os play-offs.
- Play-offs: As quatro equipes são sorteadas em dois jogos de ida e de volta para determinar as duas últimas equipes qualificadas.

### Equipes classificadas
As seguintes 12 equipes qualificaram-se para a fase final do torneio:
Nota: As estatísticas incluem apenas a era Sub-21 (desde 1978).
| País               | Método de qualificação | Data de qualificação   | Fases Finais | Última qualificação | Melhor classificação                             |
| ------------------ | ---------------------- | ---------------------- | ------------ | ------------------- | ------------------------------------------------ |
| Polónia            | Anfitrião              | 26 de janeiro de 2015  | 6            | 1994                | Quartas de finais (1982, 1984, 1986, 1992, 1994) |
| Tchéquia           | Vencedor Grupo 1       | 7 de outubro de 2016   | 7            | 2015                | Campeão (2002)                                   |
| Itália             | Vencedor Grupo 2       | 11 de outubro de 2016  | 19           | 2015                | Campeão (1992, 1994, 1996, 2000 e 2004)          |
| Macedônia do Norte | Vencedor Grupo 3       | 11 de outubro de 2016  | 1            | —                   | Estreante                                        |
| Portugal           | Vencedor Grupo 4       | 6 de setembro de 2016  | 8            | 2015                | Vice-campeão (1994 e 2015)                       |
| Dinamarca          | Vencedor Grupo 5       | 6 de setembro de 2016  | 7            | 2015                | Semifinais (1992 e 2015)                         |
| Suécia             | Vencedor Grupo 6       | 10 de outubro de 2016  | 8            | 2015                | Campeão (2015)                                   |
| Alemanha           | Vencedor Grupo 7       | 7 de outubro de 2016   | 11           | 2015                | Campeão (2009)                                   |
| Eslováquia         | Vencedor Grupo 8       | 6 de outubro de 2016   | 2            | 2000                | Quarto lugar (2000)                              |
| Inglaterra         | Vencedor Grupo 9       | 6 de outubro de 2016   | 14           | 2015                | Campeão (1982 e 1984)                            |
| Espanha            | Play-off               | 15 de novembro de 2016 | 13           | 2013                | Campeão (1986, 1998, 2011, 2013)                 |
| Sérvia             | Play-off               | 15 de novembro de 2016 | 6            | 2015                | Campeão (1978)                                   |

### Sorteio final
O sorteio final dos grupos foi no ICE Congress Centre em Cracóvia, em 1 de dezembro de 2016.
A anfitriã Polónia foi colocada na posição 1 no Grupo A e as restantes 11 equipes foram ordenadas pelo "ranking" de coeficientes.
| Anfitriã           | Pote 1                                  | Pote 2                                                        | Pote 3 |
| ------------------ | --------------------------------------- | ------------------------------------------------------------- | --- |
| - Polónia (28.102) | - Alemanha (39.037) - Portugal (38.378) | - Inglaterra (36.621) - Espanha (36.536) - Dinamarca (35.590) | - Itália (35.546) - Suécia (34.259) - Tchéquia (33.690) - Sérvia (31.060) - Eslováquia (31.057) - Macedônia do Norte (23.283) |

## Sedes
O Campeonato Europeu Sub-21 de 2017 realiza-se em seis estádios da Polónia.
| Gdynia                        | Kielce             | Kielce Tychy Gdynia Cracóvia Lublin Bydgoszcz | Lublin             |
| Stadion GOSiR                 | Kolporter Arena    | Kielce Tychy Gdynia Cracóvia Lublin Bydgoszcz | Arena Lublin       |
| Capacidade: 14 800            | Capacidade: 14 700 | Kielce Tychy Gdynia Cracóvia Lublin Bydgoszcz | Capacidade: 15 500 |
|                               |                    | Kielce Tychy Gdynia Cracóvia Lublin Bydgoszcz |                    |
| Bydgoszcz                     | Cracóvia           | Kielce Tychy Gdynia Cracóvia Lublin Bydgoszcz | Tychy              |
| Estádio Zdzisław Krzyszkowiak | Stadion Cracovia   | Kielce Tychy Gdynia Cracóvia Lublin Bydgoszcz | Stadion Miejski    |
| Capacidade: 20 000            | Capacidade: 14 800 | Kielce Tychy Gdynia Cracóvia Lublin Bydgoszcz | Capacidade: 15 000 |
|                               |                    | Kielce Tychy Gdynia Cracóvia Lublin Bydgoszcz |                    |

## Árbitros
| Árbitros              | Assistentes                                                                                                |
| --------------------- | --- |
| AUT Harald Lechner    | AUT Andreas Heidenreich AUT Maximilian Kolbitsch AUT Alexander Harkam AUT Julian Weinberger                |
| ESP Jesús Gil Manzano | ESP Ángel Nevado Rodríguez ESP Diego Barbero Sevilla ESP Carlos del Cerro Grande ESP Juan Martínez Munuera |
| FRA Benoît Bastien    | FRA Hicham Zakrani FRA Frédéric Haquette FRA Benoît Millot FRA Jérôme Miguelgorry                          |
| GER Tobias Stieler    | GER Rafael Foltyn GER Jan Seidel GER Daniel Siebert GER Benjamin Brand                                     |

| Quartos árbitros     |
| -------------------- |
| POL Marcin Borkowski |
| RUS Igor Demeshko    |
| ISR Roy Hassan       |
| POL Michał Obukowicz |

| Árbitros              | Assistentes                                                                          |
| --------------------- | ------------------------------------------------------------------------------------ |
| LTU Gediminas Mažeika | LTU Vytautas Šimkus LTU Vytenis Kazlauskas LTU Donatas Rumšas LTU Robertas Valikonis |
| NED Serdar Gözübüyük  | NED Bas van Dongen NED Joost van Zuilen NED Dennis Higler NED Jeroen Manschot        |
| SCO Bobby Madden      | SCO David McGeachie SCO Alastair Mather SCO Andrew Dallas SCO Donald Robertson       |
| SVK Ivan Kružliak     | SVK Tomáš Somoláni SVK Branislav Hancko SVK Peter Kráľovič SVK Filip Glova           |
| SLO Slavko Vinčić     | SLO Tomaž Klančnik SLO Andraž Kovačič SLO Rade Obrenović SLO Roberto Ponis           |

## Fase de grupos
|  | Equipes classificadas à fase final |
|  | Equipes eliminadas                 |

### Grupo A
| Pos. | Seleção    | Pts | J | V | E | D | GP | GC | SG |
| ---- | ---------- | --- | - | - | - | - | -- | -- | -- |
| 1    | Inglaterra | 7   | 3 | 2 | 1 | 0 | 5  | 1  | +4 |
| 2    | Eslováquia | 6   | 3 | 2 | 0 | 1 | 6  | 3  | +3 |
| 3    | Suécia     | 2   | 3 | 0 | 2 | 1 | 2  | 5  | −3 |
| 4    | Polónia    | 1   | 3 | 0 | 1 | 2 | 3  | 7  | −4 |

| 16 de junho | Suécia | 0 – 0     | Inglaterra | Kolporter Arena, Kielce                     |
| 18:00       |        | Relatório |            | Público: 11 672 Árbitro: GER Tobias Stieler |

| 16 de junho | Polónia   | 1 – 2     | Eslováquia                 | Arena Lublin, Lublin                          |
| 20:45       | Lipski 1' | Relatório | Valjent 20' · Šafranko 78' | Público: 14 911 Árbitro: NED Serdar Gözübüyük |

| 19 de junho | Eslováquia | 1 – 2     | Inglaterra               | Kolporter Arena, Kielce                        |
| 18:00       | Chrien 23' | Relatório | Mawson 50' · Redmond 61' | Público: 12 087 Árbitro: LTU Gediminas Mažeika |

| 19 de junho | Polónia                          | 2 – 2     | Suécia                           | Arena Lublin, Lublin                       |
| 20:45       | Moneta 6' · Kownacki 90+1' (pen) | Relatório | Strandberg 36' · Une Larsson 41' | Público: 14 651 Árbitro: SLO Slavko Vinčić |

| 22 de junho | Inglaterra                             | 3 – 0     | Polónia | Kolporter Arena, Kielce                     |
| 20:45       | Gray 6' · Murphy 69' · Baker 82' (pen) | Relatório |         | Público: 14 176 Árbitro: AUS Harald Lechner |

| 22 de junho | Eslováquia                          | 3 – 0     | Suécia | Arena Lublin, Lublin                           |
| 20:45       | Chrien 5' · Mihalík 22' · Šatka 73' | Relatório |        | Público: 11 203 Árbitro: ESP Jesús Gil Manzano |

### Grupo B
| Pos. | Seleção            | Pts | J | V | E | D | GP | GC | SG |
| ---- | ------------------ | --- | - | - | - | - | -- | -- | -- |
| 1    | Espanha            | 9   | 3 | 3 | 0 | 0 | 9  | 1  | +8 |
| 2    | Portugal           | 6   | 3 | 2 | 0 | 1 | 7  | 5  | +2 |
| 3    | Sérvia             | 1   | 3 | 0 | 1 | 2 | 2  | 5  | −3 |
| 4    | Macedônia do Norte | 1   | 3 | 0 | 1 | 2 | 4  | 11 | −7 |

| 17 de junho | Portugal                                 | 2 – 0     | Sérvia | Kompleks Sportowy Zawisza, Bydgoszcz        |
| 18:00       | Gonçalo Guedes 37' · Bruno Fernandes 88' | Relatório |        | Público: 10 724 Árbitro: FRA Benoît Bastien |

| 17 de junho | Espanha                                               | 5 – 0     | Macedônia do Norte | Stadion GOSiR, Gdynia                      |
| 20:45       | Saúl 10' · Asensio 16', 54', 72' · Deulofeu 35' (pen) | Relatório |                    | Público: 8 269 Árbitro: AUT Harald Lechner |

| 20 de junho | Sérvia                       | 2 – 2     | Macedônia do Norte              | Kompleks Sportowy Zawisza, Bydgoszcz     |
| 18:00       | Gaćinović 24' · Đurđević 90' | Relatório | Bardhi 64' (pen) · Gjorgjev 83' | Público: 5 121 Árbitro: SCO Bobby Madden |

| 20 de junho | Portugal  | 1 – 3     | Espanha                                | Stadion GOSiR, Gdynia                       |
| 20:45       | Bruma 77' | Relatório | Saúl 21' · Sandro 65' · Williams 90+3' | Público: 13 862 Árbitro: GER Tobias Stieler |

| 23 de junho | Macedônia do Norte        | 2 – 4     | Portugal                                            | Stadion GOSiR, Gdynia                     |
| 20:45       | Bardhi 40' · Markoski 80' | Relatório | Edgar Ié 2' · Bruma 22', 90+1' · Daniel Podence 57' | Público: 7 533 Árbitro: SVK Ivan Kružliak |

| 23 de junho | Sérvia | 0 – 1     | Espanha          | Kompleks Sportowy Zawisza, Bydgoszcz           |
| 20:45       |        | Relatório | Denis Suárez 38' | Público: 12 058 Árbitro: LTU Gediminas Mažeika |

### Grupo C
| Pos. | Seleção   | Pts | J | V | E | D | GP | GC | SG |
| ---- | --------- | --- | - | - | - | - | -- | -- | -- |
| 1    | Itália    | 6   | 3 | 2 | 0 | 1 | 4  | 3  | +1 |
| 2    | Alemanha  | 6   | 3 | 2 | 0 | 1 | 5  | 1  | +4 |
| 3    | Dinamarca | 3   | 3 | 1 | 0 | 2 | 4  | 7  | −3 |
| 4    | Tchéquia  | 3   | 3 | 1 | 0 | 2 | 5  | 7  | −2 |

| 18 de junho | Alemanha               | 2 – 0     | Tchéquia | Stadion Miejski, Tychy                         |
| 18:00       | Meyer 44' · Gnabry 50' | Relatório |          | Público: 14 051 Árbitro: ESP Jesús Gil Manzano |

| 18 de junho | Dinamarca | 0 – 2     | Itália                       | Stadion Cracovia, Cracóvia                |
| 20:45       |           | Relatório | Pellegrini 54' · Petagna 86' | Público: 8 754 Árbitro: SVK Ivan Kružliak |

| 21 de junho | Tchéquia                               | 3 – 1     | Itália      | Stadion Miejski, Tychy                      |
| 18:00       | Trávník 24' · Havlík 79' · Lüftner 85' | Relatório | Berardi 70' | Público: 13 251 Árbitro: FRA Benoît Bastien |

| 21 de junho | Alemanha                          | 3 – 0     | Dinamarca | Stadion Cracovia, Cracóvia                   |
| 20:45       | Selke 53' · Kempf 73' · Amiri 79' | Relatório |           | Público: 9 298 Árbitro: NED Serdar Gözübüyük |

| 24 de junho | Itália           | 1 – 0     | Alemanha | Stadion Cracovia, Cracóvia                 |
| 20:45       | Bernardeschi 31' | Relatório |          | Público: 14 039 Árbitro: SLO Slavko Vinčić |

| 24 de junho | Tchéquia               | 2 – 4     | Dinamarca                                            | Stadion Miejski, Tychy                   |
| 20:45       | Schick 27' · Chorý 54' | Relatório | L. Andersen 23' · Zohore 35', 73' · Ingvartsen 90+1' | Público: 9 047 Árbitro: SCO Bobby Madden |

### Índice técnico dos segundos colocados
| Pos. | Seleção    | Pts | J | V | E | D | GP | GC | SG | Grupo |
| ---- | ---------- | --- | - | - | - | - | -- | -- | -- | ----- |
| 1    | Alemanha   | 6   | 3 | 2 | 0 | 1 | 5  | 1  | +4 | C     |
| 2    | Eslováquia | 6   | 3 | 2 | 0 | 1 | 6  | 3  | +3 | A     |
| 3    | Portugal   | 6   | 3 | 2 | 0 | 1 | 7  | 5  | +2 | B     |

## Fase final
|  | Semifinal              | Semifinal |   |  | Final                  | Final |  |
|  |                        |           |   |  |                        |       |  |
|  | 27 de junho – Cracóvia |           |   |  |                        |       |  |
|  | Inglaterra             | 2 (3)     |   |  |                        |       |  |
|  | Alemanha               | 2 (4)     |   |  |                        |       |  |
|  |                        |           |   |  |                        |       |  |
|  |                        |           |   |  | 30 de Junho – Cracóvia |       |  |
|  |                        |           |   |  | Alemanha               | 1     |  |
|  |                        | Espanha   | 0 |  |                        |       |  |
|  |                        |           |   |  |                        |       |  |
|  |                        |           |   |  |                        |       |  |
|  |                        |           |   |  |                        |       |  |
|  | 27 de junho – Tychy    |           |   |  |                        |       |  |
|  | Espanha                | 3         |   |  |                        |       |  |
|  | Itália                 | 1         |   |  |                        |       |  |

### Semifinais
| 27 de junho | Inglaterra             | 2 – 2 (pro) | Alemanha               | Tychy Stadium, Tychy                           |
| 18:00       | Gray 41' · Abraham 50' | Relatório   | Selke 35' · Platte 70' | Público: 13 214 Árbitro: LTU Gediminas Mažeika |

|                                            |       | Penalidades                         |  |
| Baker Abraham Chilwell Ward-Prowse Redmond | 3 – 4 | Arnold Gerhardt Philipp Meyer Amiri |  |

| 27 de junho | Espanha            | 3 – 1     | Itália           | Stadion Cracovia, Cracóvia                 |
| 21:00       | Saúl 53', 65', 74' | Relatório | Bernardeschi 62' | Público: 13 105 Árbitro: SLO Slavko Vinčić |

### Final
| 30 de junho | Alemanha   | 1 – 0     | Espanha | Stadion Cracovia, Cracóvia                  |
| 20:45       | Weiser 40' | Relatório |         | Público: 14 059 Árbitro: FRA Benoît Bastien |

## Premiação
| Campeonato Europeu Sub-21 2017 |
| ------------------------------ |
| ALEMANHA Campeão (2º título)   |

| Chuteira de Ouro  | Chuteira de Prata | Chuteira de Bronze |
| ----------------- | ----------------- | ------------------ |
| ESP Saúl Ñíguez   | ESP Marco Asensio | POR Bruma          |
| Melhor jogador    |                   |                    |
| ESP Dani Ceballos |                   |                    |

### Equipe do torneio
| Posição    | Jogador               | Seleção    |
| ---------- | --------------------- | ---------- |
| Goleiro    | Julian Pollersbeck    | Alemanha   |
| Defensores | Milan Škriniar        | Eslováquia |
| Defensores | Jeremy Toljan         | Alemanha   |
| Defensores | Niklas Stark          | Alemanha   |
| Defensores | Yannick Gerhardt      | Alemanha   |
| Meias      | Maximilian Arnold     | Alemanha   |
| Meias      | Dani Ceballos         | Espanha    |
| Meias      | Max Meyer             | Alemanha   |
| Meias      | Saúl Ñíguez           | Espanha    |
| Atacantes  | Marco Asensio         | Espanha    |
| Atacantes  | Federico Bernardeschi | Itália     |

Fonte:

## Estatísticas

### Artilharia
Atualizado até 30 de junho de 2017
5 gols (1)
- Saúl Ñíguez

3 gols (2)
- Bruma
- Marco Asensio

2 gols (6)
- Demarai Gray
- Kenneth Zohore
- Davie Selke
- Federico Bernardeschi
- Enis Bardhi
- Martin Chrien

1 gol (42)
- Tomáš Chorý
- Marek Havlík
- Michael Lüftner
- Patrik Schick
- Michal Trávník
- Lucas Andersen
- Marcus Ingvartsen
- Tammy Abraham
- Lewis Baker
- Alfie Mawson
- Jacob Murphy
- Nathan Redmond
- Gerard Deulofeu
- Sandro Ramírez
- Iñaki Williams
- Denis Suárez
- Nadiem Amiri
- Serge Gnabry
- Marc-Oliver Kempf
- Max Meyer
- Felix Platte
- Mitchell Weiser
- Domenico Berardi
- Lorenzo Pellegrini
- Andrea Petagna
- Nikola Gjorgjev
- Kire Markoski
- Dawid Kownacki
- Patryk Lipski
- Łukasz Moneta
- Bruno Fernandes
- Gonçalo Guedes
- Edgar Ié
- Daniel Podence
- Uroš Đurđević
- Mijat Gaćinović
- Jaroslav Mihalík
- Pavol Šafranko
- Ľubo Šatka
- Martin Valjent
- Jacob Une Larsson
- Carlos Strandberg

### Homem do Jogo
| Grupo A - Suécia–Inglaterra: Nathaniel Chalobah - Polónia–Eslováquia: Stanislav Lobotka - Eslováquia–Inglaterra: Nathan Redmond - Polónia–Suécia: Kristoffer Olsson - Inglaterra–Polónia: Demarai Gray - Eslováquia–Suécia: Stanislav Lobotka | Grupo B - Portugal–Sérvia: Bruno Fernandes - Espanha–Macedónia: Marco Asensio - Sérvia–Macedónia: Mijat Gaćinović - Portugal–Espanha: Jesús Vallejo - Macedónia–Portugal: Bruma - Sérvia–Espanha: Denis Suárez | Grupo C - Alemanha–República Tcheca: Max Meyer - Dinamarca–Itália: Lorenzo Pellegrini - República Tcheca–Itália: Tomáš Souček - Alemanha–Dinamarca: Jeremy Toljan - Itália–Alemanha: Federico Bernardeschi - República Tcheca–Dinamarca: Lucas Andersen |

Semifinais
- Inglaterra–Alemanha:  Julian Pollersbeck
- Espanha–Itália:  Saúl Ñíguez

Final
- Alemanha–Espanha:  Mitchell Weiser

## Maiores públicos
| Nº | Público | Seleção    | Placar | Seleção    | Estádio          | Data        | Fase    |
| -- | ------- | ---------- | ------ | ---------- | ---------------- | ----------- | ------- |
| 1  | 14 911  | Polónia    | 1–2    | Eslováquia | Arena Lublin     | 16 de junho | Grupo A |
| 2  | 14 651  | Polónia    | 2–2    | Suécia     | Arena Lublin     | 19 de junho | Grupo A |
| 3  | 14 176  | Inglaterra | 3–0    | Polónia    | Kolporter Arena  | 22 de junho | Grupo A |
| 4  | 14 059  | Alemanha   | 1–0    | Espanha    | Stadion Cracovia | 30 de junho | Final   |
| 5  | 14 051  | Alemanha   | 2–0    | Tchéquia   | Stadion Miejski  | 18 de junho | Grupo C |